# هنري مورغان
السير هنري مورجان (بالويلزية: Harri Morgan، عاش بين عامي 1635 إلى 25 أغسطس 1688) هو قرصان مفوض ومالك أرض من ويلز، وأصبح لاحقا حاكم جامايكا. أغار من قاعدته في بورت رويال في جامايكا على المستعمرات الإسبانية، وهو ما أكسبه ثروة كبيرة. واشترى من غنائم غاراته ثلاث مزارع سكر كبيرة في الجزيرة.
لا يعرف الكثير من حياة مورغان المبكرة. وُلد مورغان في جنوب ويلز ولكن لا يعرف كيف شق طريقه إلى جزر الهند الغربية، أو كيف بدأ مسيرته في القرصنة. يحتمل أنه جاب البحر تحت قيادة السير كريستوفر مينغز في أوائل الستينات من القرن السادس عشر. أصبح مورغان صديقاً مقرباً للسير توماس موديفورد حاكم جامايكا. ساءت العلاقات الدبلوماسية بين مملكة إنجلترا وإسبانيا في عام 1667، أعطى مودفورد لمورجان رخصة لمهاجمة السفن الإسبانية والاستيلاء عليها. نفذ مورغان بعد ذلك عدة غارات ناجحة على بويرتو برينسيبي (وهي الآن كاماغوي في كوبا الحديثة) وبورتو بيلو (في بنما الحديثة). أبحر إلى ماراكايبو في 1668 في فنزويلا الحديثة. حيث أغار على المدينة ونهبها قبل أن يدمر أسطولا إسبانيا كبيرا أثناء هروبه.
في 1671 هاجم مورغان مدينة بنما، حيث حط على ساحل البحر الكاريبي وعبر البرزخ قبل أن يهاجم المدينة التي كانت على ساحل المحيط الهادئ. كانت نتيجة المعركة كارثية للإسبان رغم أن القراصنة لم يغنموا بمثل ما غنموه في غاراتهم الأخرى. وقع الإنجليز مع الإسبان معاهدة سلام، ولكي يسترضيهم الإنجليز تم إلقاء القبض على مورغان وترحيله إلى لندن في عام 1672، ولكنه استقبل استقبال الأبطال من العامة والشخصيات البارزة في الحكومة والعائلة المالكة بمن فيهم الملك تشارلز الثاني.
تم تنصيب مورغان فارسا في نوفمبر 1674 وعاد إلى جامايكا بعد ذلك بوقت قصير ليكون نائب حاكم الإقليم. خدم في جمعية جامايكا حتى عام 1683، وعمل في ثلاث مناسبات كحاكم على جامايكا في غياب الحاكم. نشره زميل سابق لمورغان يدعى ألكسندر إكسكيمولين مذكرات اتهم فيها القرصان بالتعذيب وغيرها من الجرائم. رفع مورعان دعوى تشهير ضد ناشرى الكتاب باللغة الإنجليزية وفازت بها، إلا أن الصورة القاتمة التي رسمها إكسكيمولين عنه أثرت على صورته التاريخية. توفي في جامايكا في 25 أغسطس 1688. أصبحت حياته بعد وفاته تمثل الصورة الرومانسية للقراصنة، وأصبح مصدر إلهام لأعمال الخيال عن القراصنة عبر مختلف أصناف الترفيه.

## بداياته
أصل مورغان غير معروف ويظن أنه أكبر أبناء رجل يدعى روبرت مورغان، ويقال أيضا انه تم اختطافه وهو ولد في بريستول وتم بيعه كعبد إلى بربادوس، فشقّ بذلك طريقه إلى جامايكا، ويحتمل أن يكون هو الكابتن مورغان الذي شارك جون موريس وجاكمان في الحملة التي تم الاستيلاء فيها على فيلديموس وتروخيو وغرانادا، شارك في حملة إنكليزية ناجحة عام 1655 للاستيلاء على جامايكا من أسبانيا وربما شارك أيضا في حملة ضد كوبا عام 1662 والحرب الأنكلو هولندية الثانية كذلك هاجم مستعمرات هولندا في البحر الكاريبي وأصبح مساعد قرصان، وفي عام 1666 قاد سفينة إدوارد مانسفيلد التي استولت على جزيرة بروفيدينس أو سانتا كاتالينا، واختاره القراصنة قائدهم بعد أن قتل مانسفيلد على يد الأسبان.

## الحملات على بورتو برنسيبي وبورتوبيلو
اختير قائد سفينة عام 1668، وفوضه السير موديفورد حاكم جامايكا لكي يجلب بعض الأسرى الأسبان ويعرف بعض التفاصيل حول أي هجوم يهدد الجزيرة، فأسر 10 سفن بها 500 رجل وتقدم نحو بورتو برينسيبي في كوبا (واسمها الآن كاماغوي) واستولى عليها ونهبها، وفي خطوة جريئة نهب مدينة بورتوبيلو في بنما وكانت محصنة جيدا، وحاول حاكم بنما المذهول أن يطرد الغزاة، فرضي أن يرحل بعد دفع فدية ضخمة، وهذه الإنجازات قد زادت من شروط عمولته، ورافقته في حملاته الفظائع والقسوة، ولكن الحاكم حاول أن يغطي الأمر بضرورة السماح للإنكليز بمهاجمة الإسبان عند الإمكان. وتم اختيار مورغان في رأس حملة أخرى ضد الإسبان في كوبا، وفي يناير 1669 دمرت أكبر سفنه عن طريق الخطأ خلال حفلة سكر ونجا مورغان وضباطه من الموت بأعجوبة.

## الحملة على ماراكايبو
قام مورغان بغارات أخرى ناجحة على المستوطنات الغنية حول بحيرة ماراكايبو في فنزويلا وفي أغسطس 1670، وذهب بعدها إلى جبل طارق وعند عودته إلى ماكارايبو وجد ثلاثة سفن إسبانية تريد اعتراض طريقه، ولكن إما أنه دمرها أو أسرها وعاد بكنز من إحدى السفن التي أغرقها، وطلب فدية كبيرة لقاء تركه المنطقة، وقد استطاع بمناورات ذكية أن يتملص من مدافع الإسبان ويهرب بأمان. وعند عودته إلى جامايكا أنّبه موديفورد ولكنه لم يعاقبه، والإسبان من جانبهم كانوا يتصرفون نفس الشكل، وتم إعطاؤه تفويضا آخر لكي يكون قائدا عاما لكل السفن الحربية في جامايكا ويشن حربا على إسبانيا ويدمر سفنهم ومخزونهم ولم يتلقى من أجره سوى الغنيمة التي اكتسبها من هذه الحملة.

## الحملة على بنما
قام مورغان بأجرأ وآخر عملية عندما عزم على احتلال بنما، فانطلق مع 36 سفينة و2000 قرصان ليستولوا على مدينة بنما فاحتل جزيرة سانتا كاتالينا في 15 ديسمبر 1670، وفي السابع والعشرين من الشهر احتل قلعة تشاغريس وقتل 300 من من كانوا فيها، وعبروا برزخ بنما ونهر تشاغريس مع 1400 رجل وظهر في بنما بعد تغلبه على الأخطار والعوائق وهزم قوة إسبانية أكثر منه عددا في 18 يناير 1671 ودخل المدينة وأحرقها وافتعل فيها الفظائع بينما كان رجاله ينهبونها، وفي طريق العودة هجر رجاله ورحل مع أغلب الغنيمة وتركهم يعودون بأنفسهم بما لديهم.

## حاكم جامايكا
تلقى الثناء عند عودته من الحاكم والمستشار، ولكن بسبب هذه الغارة وبعد عقد سلام بين إنكلترا مع أسبانيا في 8 يوليو 1670، اعتقل وأرسل إلى لندن مع موديفورد في أبريل 1672 لكن العلاقات مع أسبانيا فسدت بعد عام فأعطاه الملك تشارلز الثاني لقب فارس بعد عامين وأرسله مرة أخرى كنائب حاكم على جامايكا ورحل من إنكلترا في ديسمبر حيث عاش كصاحب مزرعة غني ومحترم حتى وفاته.
ولكن بعد مهنته الطويلة في القرصنة فمن غير المفاجئ أن تكون إدارته للمستعمرة كموظف مسؤول جديرة بالتقدير، وكان اللورد فون الذي أصبح الحكام لاحقا قد اتهم الحاكم بإصراره على دعم مطاردي القراصنة، وكان قد تآمر ضد زملائه والحكام المتعاقبين على جامايكا على أمل أن يخلفهم، وبدأ يثير الخلافات والاضطرابات ودعم التصرفات السيئة لأخيه الكابتن تشارلز مورغان الذي كان مجرما خطيرا، وكذلك قريبه العقيد بيندلوس والذي شارك في شغبهم وحفلات السكر بينهم.
في 12 أكتوبر 1683 أوقف من كل مهامه في جامايكا، وهو قرار أصدر في الحكومة في بريطانيا بعد سماع دفاع مورغان، ولكن أعيد إلى منصبه في المجلس في 18 يوليو 1688، في فترة سبقت موته الذي كان يوم 25 أغسطس من تلك السنة.

## كتابات عن مورغان
هناك سيرة مبالغ فيها كتبها أحد أفراد طاقمه ويدعى ألكساندر إكسكيميلين (صدر عام 1684 وأعيدت طباعته عام 1891) وهو ما خلق عنه صورة القرصان المتوحش المتعطش للدماء وكانت قد انتقلت الأفكار التي فيها إلى فيلم عام 1935 يدعي «كابتن بلود» Captain Blood من بطولة إرول فلين حول قرصان يدعى بيتر بلود عن قصة رافاييل ساباتيني وهي مأخوذة بشكل جزئي عن قصة حياة مورغان. وهناك كتاب تاريخ عائلة مورغان وصدر سنة 1901 من تاليف أليكس مورغان.